# Saguia el Hamra (Fluss)

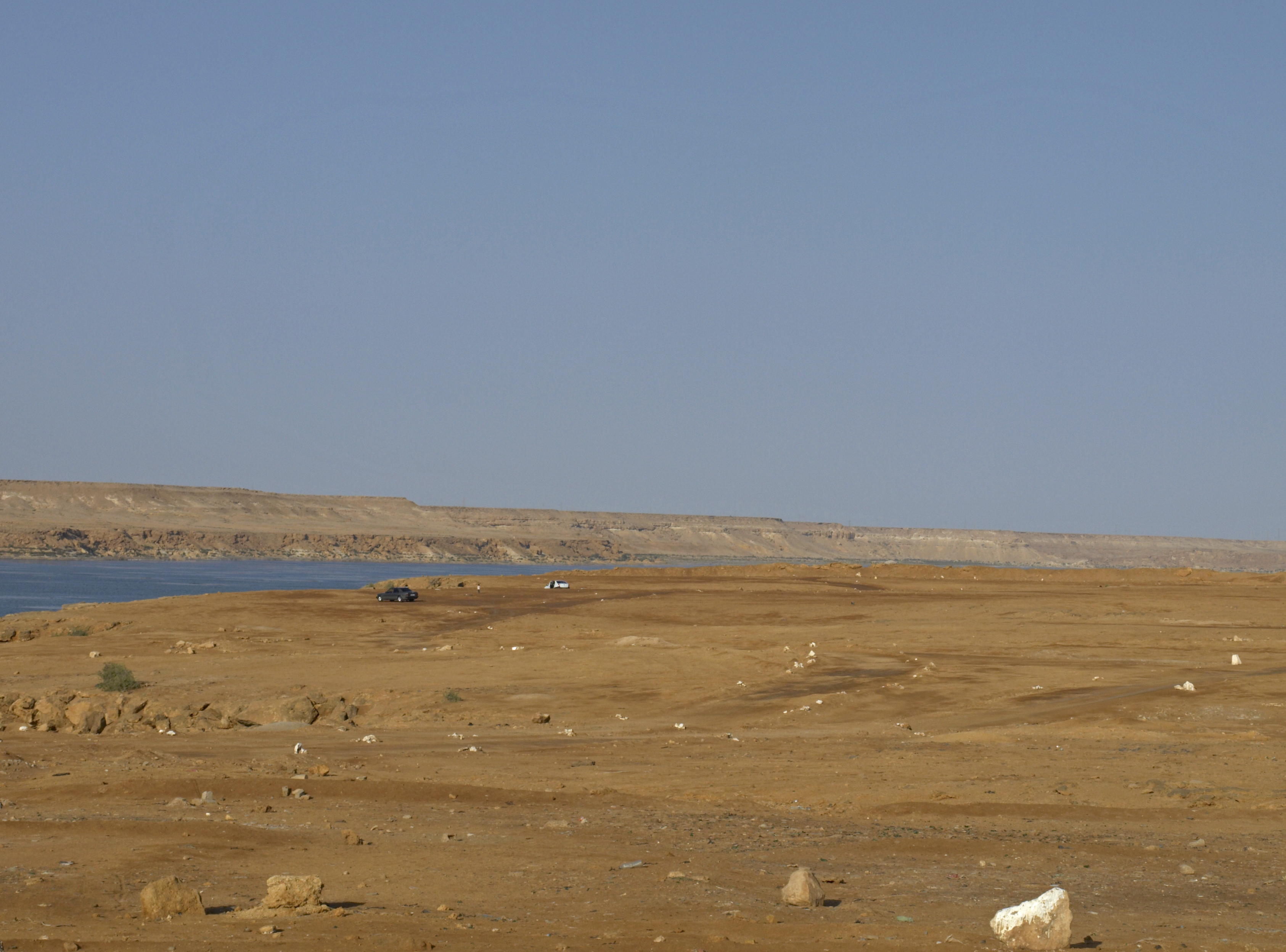
Oberhalb des Damms am östlichen Stadtrand von El Aaiún

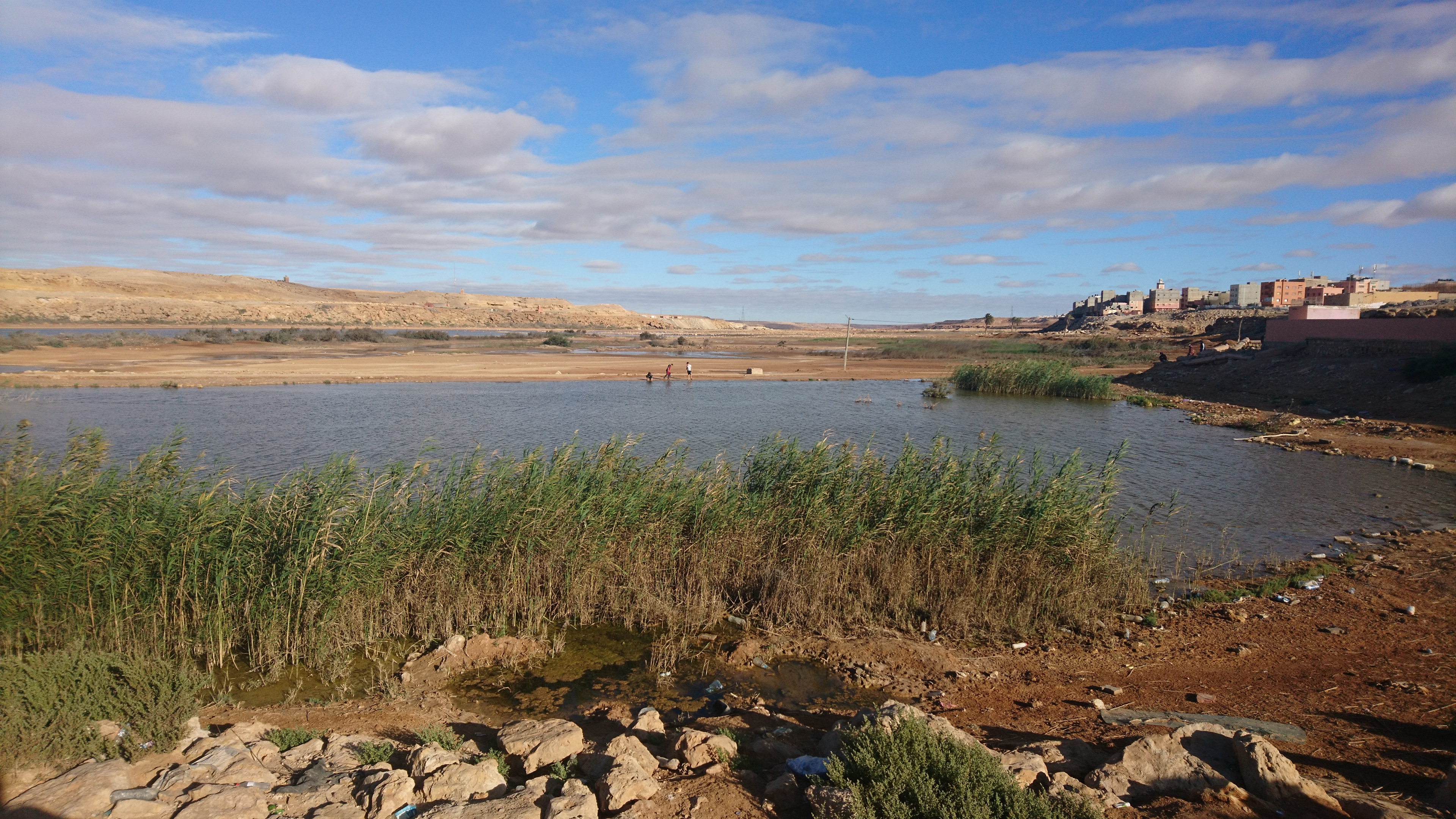
Von der Straße auf dem Damm bei El Aaiún nach Osten

Saguia el Hamra, arabisch الساقية الحمراء as-Saqiya al-hamra', DMG as-Sāqiya al-ḥamrāʾ ‚das rote Flussbett‘, ist ein zeitweilig wasserführender Fluss (Wadi) in der Westsahara, einem von Marokko verwalteten Territorium. Der Flusslauf war Namensgeber für Saguia el Hamra, die nördliche der beiden Provinzen in der ehemaligen Kolonie Spanisch-Sahara.

## Geografie
Die geografische Zone im Nordosten der Westsahara besteht überwiegend aus vegetationsarmer flacher Steinwüste (Hammada), die von Sandebenen und Felshügeln durchsetzt wird, die nur im Osten nahe der algerischen Grenze über 700 Meter Meereshöhe erreichen.  Die Ebenen erreichen nicht mehr als 400 Meter Höhe. Das Gebiet erstreckt sich von den Ausläufern des südlichen Atlas-Gebirges in Marokko bis zum Zemmour-Gebirge mit seinen schroffen Felsformationen vulkanischen Ursprungs im Süden. Dazwischen liegt ein ausgedehntes Gebiet mit oberflächennahen Grundwasservorkommen, in dem sich am Ende der kurzen Regenzeit im Herbst in zahlreichen kleineren Flussläufen Wasser ansammelt. Niederschläge fallen üblicherweise als kurze heftige Gewitterregen.
Der einzige bedeutende Fluss im Norden, dem mehrere kleinere Wasserläufe zufließen, ist der Saguia el Hamra. Von seinem Gegenstück Rio de Oro leitet der südliche Teil der ehemaligen spanischen Kolonie seinen Namen her. Die Wasserläufe des Saguia el Hamra entwässern ein Gebiet von rund 65.000 km2 auf einer Entfernung von 350 Kilometern vom Beginn des Flusses beim Ort Farsia im Osten bis zu dessen Ende am Stadtrand von Aaiún im Westen, 25 Kilometer vor der Atlantikküste. Nach der rotbraunen Färbung des Wassers wurde der Fluss genannt. 
Entlang des Flusslaufes ist in Oasen an einigen Stellen der Anbau von Getreide möglich. Hierzu gehört die Oase von Smara, die wegen ihrer guten Süßwasservorräte ein Lagerplatz am Kreuzungspunkt von Karawanenrouten war, an dem es für Kamele auch Weideland gab. In den Gärten am Fluss gedeihen Dattelpalmen und ägyptische Doumpalmen (Hyphaene thebaica), deren Früchte als Brotersatz dienen.
Der Abfluss des Saguia el Hamra ins Meer wird am westlichen Stadtrand von Aaiún durch querliegende Sandhügel blockiert, so dass sich dort in der Regenzeit mehrere, meist zusammenhängende, flache Seen mit Schilfufer bilden. Im Bereich des Stadtzentrums staut ein Damm das Wasser des Flusses auf mehrere Kilometer Länge.

## Ökologie
Die Schirmakazie Acacia tortilis subsp. raddiana (hassania: talkha) ist der häufigste Baum, der in der braunen steinigen Ebene außerhalb der Oasen allein stehend zu sehen ist. Er dient, wie die ebenfalls an manchen Stellen vorkommenden Verek-Akazie (Acacia senegal) seit Jahrhunderten zur Gewinnung von Gummi arabicum.
Außer dieser Lagune beschränken sich die Oberflächengewässer der Westsahara auf einige Gueltas, sonstige Tümpel und Salzpfannen, die sich ebenfalls zeitweilig mit Regenwasser füllen; sie verdunsten zu großen Teilen oder versickern im Boden. Inmitten der Sanddünen bieten die Seen von Aaiún einen der seltenen Lebensräume für Flamingos und Kasarkas.